# Svenska fönster
Svenska fönster AB är ett företag med säte i Edsbyn, Ovanåkers kommun. År 2022 hade företaget 825 anställda i kommunen och var således den största privata arbetsgivaren. Svenska fönster AB står bakom varumärken som Traryd fönster, SP Fönster och snickarappen Svenska Fönster. Bolaget  bildades 1957 och omsatte 1,4 miljarder kronor 2021.

## Historia
År 1935 bildade Otto Pettersson företaget som kom att bli Traryd Fönster med inspiration från sin tid i USA. Firma Olmats & Persson som dels tillverkade fönster och portar men också sysslade med allmän snickeriproduktion bildades 1946 och den nuvarande fabriken i Edsbyn började byggas 1962. Den har därefter byggts ut i omgångar och omfattade 2022 cirka 63 000 kvadratmeter under tak. Firma Olmats & Persson bytte namn 1975 till SP Snickerier, detta ändrades senare till SP Fönster. Traryd Fönster och SP Fönster slogs samman 1997 i det nya Svenska Fönster AB i syftet att "skapa en konkurrenskraftig och resursstark aktör på den svenska fönstermarknaden". År 1999 hade Svenska Fönster, som ägdes av Nobia, 400 anställda och en omsättning på 387 miljoner kronor och resultatet före skatt var 22 miljoner kronor.
Den danska koncernen VKR, grundare av Velux takfönster, köpte alla aktier i Svenska Fönster AB år 2000. År 2002 flyttades produktionen av Traryd Fönster från Småland till Edsbyn där de tillverkas i samma fabrik som SP Fönster. Fem år senare invigdes huvudkontoret i anslutning till fabriken i Edsbyn och 2008 började man arbeta på ett nytt arbetssätt genom implementerade av Emendoarbetet, ett arbetssätt som bygger på Lean-strategin. Samma år startades en ny komplementfabrik i Flygstaden, Söderhamn.